# Productivisme (art)
Le productivisme est un mouvement artistique fondé par un groupe d'artistes constructivistes de la Russie postrévolutionnaire qui croyaient que l'art devait avoir un rôle pratique et utile à la société, être une des facettes de la production industrielle. Le groupe se forma en réaction aux assertions de Naum Gabo qui avançait que le constructivisme devait être voué à l'exploration d'espaces et de rythmes abstraits.
Le groupe, qui se concentra sur les arts appliqués, était mené par Alexeï Gan et comprenait Alexandre Rodtchenko et Varvara Stepanova.
Le productivisme devint l'esthétique dominante et des artistes comme Kasimir Malevitch, El Lissitzky ou Lioubov Popova dessinèrent des meubles, des tissus, des céramiques, de la typographie, de la publicité, de la propagande aussi bien que des décors de théâtre.
À titre expérimental, Stepanova et Popova travaillent ainsi en usine textile de 1921 à 1924 ; des désaccords entre l'administration de l’usine et la mort de Popova mettent fin à cet essai.